# Tatra 26
Tatra 26 byl lehký nákladní automobil se znakem náprav 6×4 a nosností 1,5 tuny, vyráběný podnikem Tatra, a.s. v Kopřivnici. Vznikl na základě objednávky MNO úpravou osobního vozu Tatra 12. Po armádních zkouškách vznikla verze Tatra 26/30, s výkonnějším motorem z vozu Tatra 30. Ta se stala hlavní výrobní variantou. Československá armáda však odebrala pouze několik vozů, převážnou část vyrobených vozů zakoupili civilní zákazníci. Během let 1926–1933 vzniklo zřejmě 163 vozů Tatra 26, z toho 156 ve verzi Tatra 26/30. 

## Historie
Na počátku 20. let začala Československá armáda s motorizací bojových útvarů. Ty vyžadovaly vozidla schopná pohybu nejen na silnici, ale i v terénu. To bylo doménou pásových (případně kolopásových) tahačů, které však byly drahé a provozně náročné. V té době armádní představitele zaujal malý automobil Tatra 11 s výkyvnými polonápravami a vzduchem chlazeným motorem. Tato koncepce se zdála být pro vojenské použití výhodnou. Po uvedení modernizované Tatry 12 požádala roku 1925 armáda výrobce o zhotovení modifikované třínápravové verze, která měla doplněním další zadní hnané nápravy vykazovat lepší terénní vlastnosti. Tatra v roce 1926 vyrobila tři prototypy označené Tatra 26, které poskytla armádě k vyzkoušení. Ta byla s jejich výkony spokojena a jeden vůz zakoupila pro další zkoušky. Na jednom prototypu byl v roce 1927 původní slabý dvouválcový motor z Tatry 12 nahrazen větším a výkonnějším čtyřválcem z vozu Tatra 30. Upravený vůz dostal označení Tatra 26/30 a stal se předobrazem sériových vozů. Armáda zakoupila 9 vozů pro zkušební účely. Dne 11. prosince 1930 byl vůz Tatra 26/30 přijat do výzbroje Československé armády. Vůz měl sloužit v řadě verzí: 1,5 tunový nákladní, velitelský, telefonní, přepravník kulometů a obrněný automobil. K naplnění těchto rozsáhlých plánů však nedošlo, protože armáda se zaměřila na další vývojový typ Tatra 72. Československé armádě tak bylo dodáno pouze 13 osobních otevřených automobilů (plus 6 zkušebních podvozků později opatřených otevřenou karosérií), 6 přepravníků kulometů, 2 nákladní a jeden telefonní.
Roku 1932 vznikly 4 vozy Tatra 26/52 se silnějším motorem z typu Tatra 52, které byly vývojovým předchůdcem typu Tatra 72.
Do roku 1933 bylo zhotoveno 163 (podle jiných zdrojů 181) vozů typu Tatra 26, 26/30 a 26/52, z toho 50 jako samostatné podvozky. Továrně dodávanými verzemi byl valník (42 kusů), autobus (27 kusů), dále pak menší počty sanitních, vyhlídkových a hasičských vozů.

## Technické údaje

### Motor a převodovka

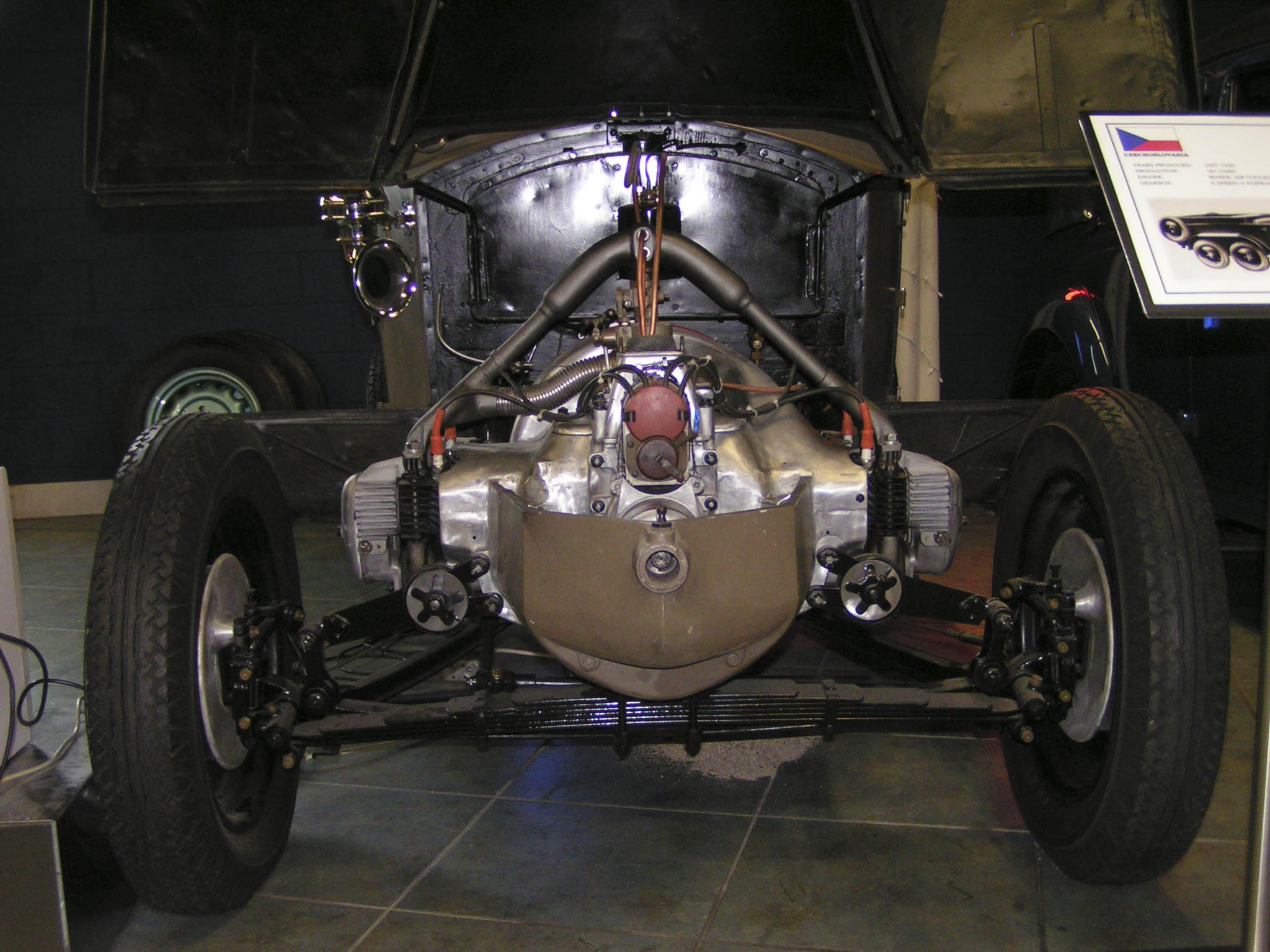
Tatra 26/30, motor a přední náprava

Tatru 26/30 pohání plochý, vzduchem chlazený zážehový čtyřválec s rozvodem OHV.  Motor má zdvihový objem 1678 cm³ (vrtání válců 75 mm, zdvih 95 mm). Dosahuje nejvyšší výkon 17,6 kW (24 k) při 2500 ot./min. Palivovou směs připravuje karburátor Zenith KB 30. Umístění motoru je vpředu, nad přední nápravou.
Mazání je tlakové oběžné, se suchou klikovou skříní. Chlazení vzduchem je podpořeno ventilátorem umístěným na setrvačníku za motorem. Palivová nádrž má objem 45 l. Za motorem je umístěna suchá čtyřlamelová spojka. Za ní pak navazuje čtyřstupňová převodovka a dvoustupňová redukční převodovka ve skříni diferenciálů zadních náprav.
Elektrická soustava pracuje s napětím 12 V. Vůz je vybaven magnetovým zapalováním Bosch nebo Scintilla.

### Podvozek

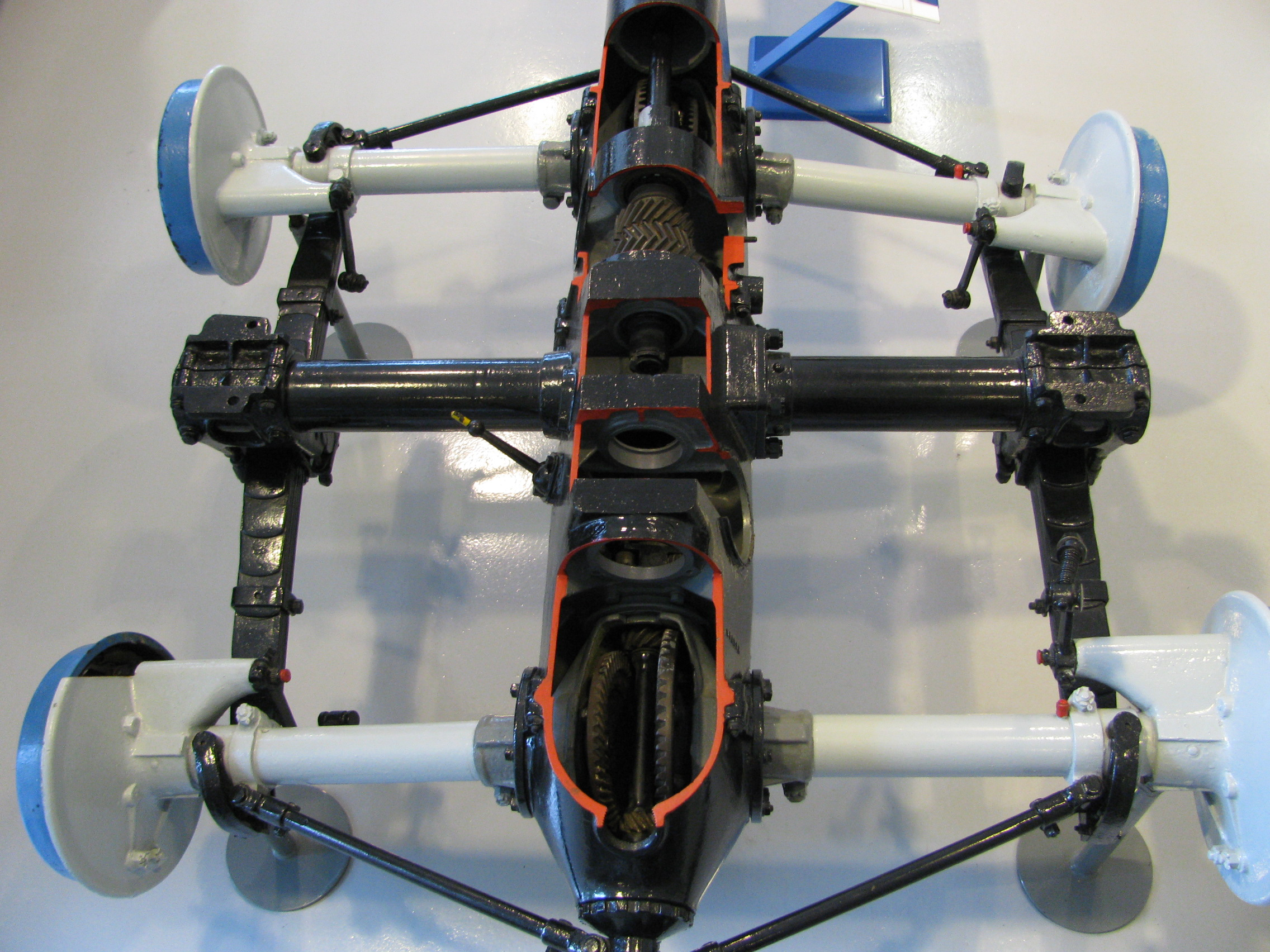
Zadní nápravy podvozku Tatra 26/30 v Technickém muzeu Tatra

Základ podvozku tvoří ocelová páteřová roura, vpředu opatřená přírubou pro blok motoru a převodovky. Vzadu jsou dvě hnací nápravy s výkyvnými poloosami. Ty jsou na každé straně odpružené společným půleliptickým listovým pérem. Nepoháněná přední náprava má nezávislé zavěšení polonáprav, odpružených příčným půleliptickým listovým pérem. Poháněné zadní nápravy mají uzávěrky diferenciálů (první nebo obou náprav). Rozchod předních kol činí 1300 mm, zadních 1300 mm (u autobusů 1400 mm). Rozvor náprav je 2200 mm (krátký) nebo 2900 mm (dlouhý) + 850 mm. Světlá výška pod nápravami je 230 mm.
Vůz je opatřen mechanickými bubnovými brzdami na všech kolech. Kola jsou osmnáctipalcová, s lisovanými ocelovými disky  a pneumatikami rozměru 27×4,74“ nebo 5,50–18“ Ballon.

### Karosérie

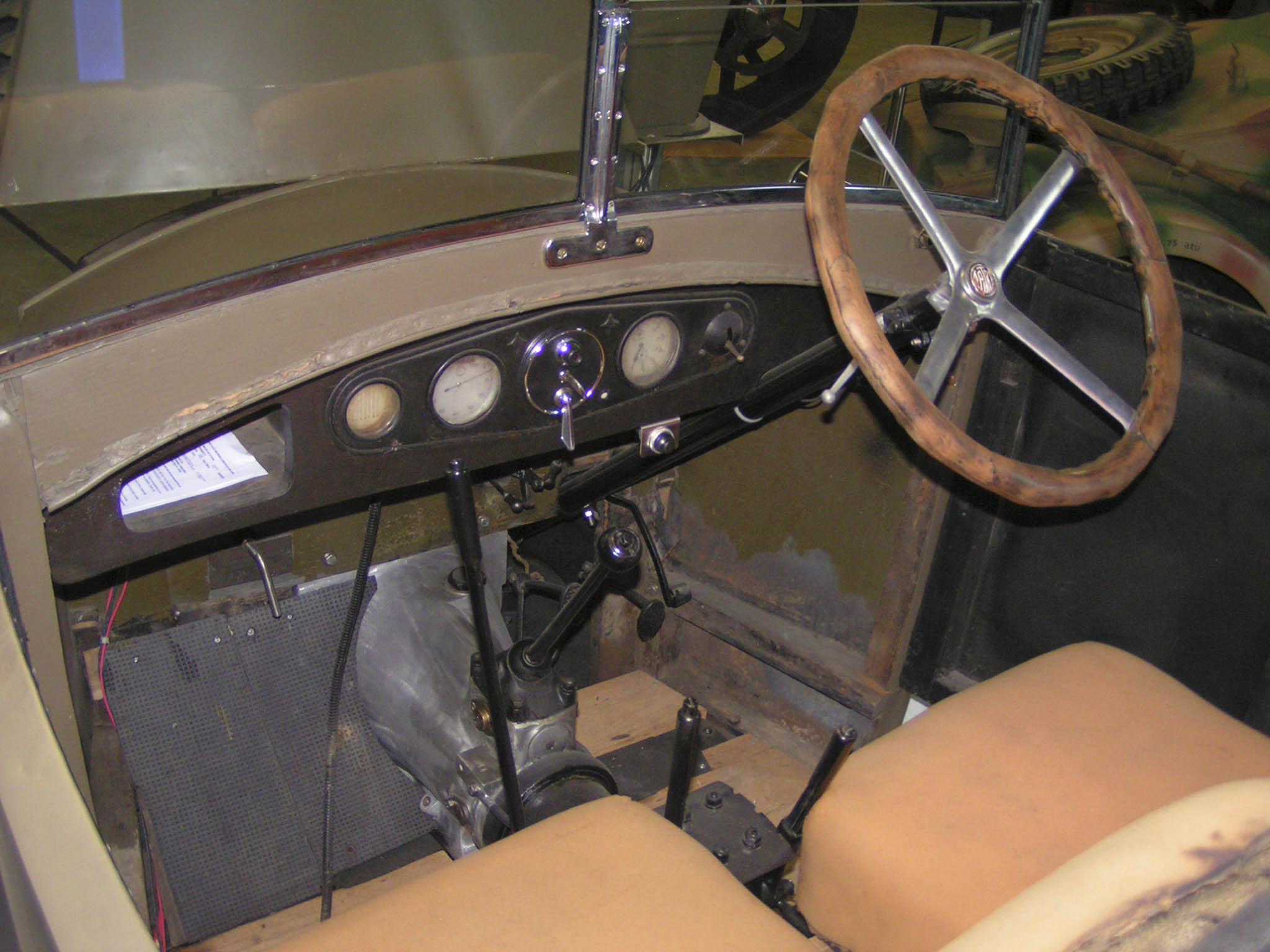
Kabina vozu Tatra 26/30

Kabina vozu je smíšené konstrukce, s dřevěnou kostrou potaženou ocelovým plechem.
Vojenské vozy nesly tyto nástavby:
- velitelský automobil vz. 30, s otevřenou šestimístnou osobní karosérií typu break, krytou skládací střechou z umělé kůže. Vpředu má dvě sedadla pro řidiče a spolujezdce, vzadu sedadla čtyři. Vzadu je bedna na přístroje se dvěma náhradními koly.[1]
- 1,5 tunový nákladní automobil, valník se sklopnými dřevěnými bočnicemi a stahovací plachtou. Na korbě jsou dvě podélné lavice pro mužstvo. Na zadním čele jsou umístěny bedny na navlékací pásy pro zadní kola. Korba je kryta plachtou. Dvě náhradní kola jsou na střeše kabiny.[5]
- telefonní automobil, konstrukčně shodný s nákladním automobilem. Sloužil pro přepravu spojovacího mužstva a materiálu.[5]
- kulometný automobil, opět podobný nákladnímu automobilu. Sloužil pro přepravu těžkého kulometu vz. 24. Konstrukční úprava umožňovala palbu přímo z korby.[5]

### Rozměry a výkony
Údaje pro standardní valník:

Délka: 5 150 mm

Šířka: 1 800 mm

Výška: 1 900 mm

Hmotnost podvozku: 780 kg

Pohotovostní hmotnost: 1 350 kg

Užitečná hmotnost: 1 500 kg

Maximální rychlost: 60 km/h

Spotřeba paliva: 16–18 l/100 km